# إبراهيم بارغاس
إبراهيم بارغاس أو إبراهيم بركاش (بالإسبانية: Ibrahim Vargas)‏ (ولد في أورناتشوس، إكسترمادورا، في القرن 15)، رجل سياسي وقرصان أندلسي؛ هو أول حاكم للكيان السياسي الذي تشكل في مصب نهر أبي رقراق بين 1617 و1624 والذي استقل لاحقا، تحت تسمية جمهورية بورقراق، سنة 1627.
كان والده شعيب باركاس ممثل السلطة الملكية  في منطقة أورناتشوس الإسبانية (منصب الكوريخيدور). كان الحرناشيون، آخر الفصائل الأندلسية التي تم طردها من إسبانيا، ويرجع صمودهم إلى الاستقلال النسبي الذي كانوا يتمتعون به وقوتهم العسكرية والمالية، إضافة إلى نفوذهم لدى السلطتين الملكية والكنيسية. كان إبراهيم مسيحيا، ثم تحول إلى الإسلام بعد قدومه إلى المغرب.
بعد ترحيلهم، استقر الحرناشيون بقصبة الضفة الجنوبية لمصب نهر أبي رقراق، منذ 1610. وقاموا بتطوير الموقع، واتخذوه قاعدة للقرصنة البحرية الموجهة ضد السفن الإسبانية خاصة والأوروبية عامة. قاموا بتوطيد نظام حكم شبه مستقل، منذ 1614، بديوان من 16 عضوا وقائد، يتم انتخابهم من طرف سكان القصبة الحرناشيين، تحت وصاية عامل مخزني سلطاني مهمته تضريب غنائم القرصنة لفائدة خزينة الدولة السعدية. كان إبراهيم بركاش أول قائد للكيان الوليد، وكان عامل القصبة خلال ولايته محمد بن عبد القادر صبرون.
خلفه في المنصب، الهولندي مراد الرايس (يان يانزون)، الذي أعلنت خلال عهده جمهورية القراصنة استقلالها، سنة 1627، والذي امتد إلى غاية سنة 1668.